# Streven
Streven: cultureel-maatschappelijk maandblad ist eine kulturell-gesellschaftliche Zeitschrift aus Flandern, die sich auf Essayistik spezialisiert hat. Sie erscheint monatlich und bietet eine Plattform für kritische Reflexionen über Philosophie, Film, Recht, Kunst, Theologie, Wirtschaft usw. Die Zeitschrift wurde 1933 vom Jesuiten Frans De Raedemaeker gegründet und war ursprünglich eine Kulturzeitschrift der Jesuiten. Unter Frans Van Bladel SJ, der von 1957 bis 1973 Chefredakteur war, wurde Platz für nicht-katholische Autoren geschaffen. Auch gab es Platz für niederländische Redaktionsmitglieder und Kolumnisten. Es wurden auch Artikel auf Afrikaans veröffentlicht. Aufgrund finanzieller und personeller Probleme erscheint die Zeitschrift seit 2020 nur noch digital.